# Markus Eisenschmid
Pour les articles homonymes, voir Eisenschmid.
Markus Eisenschmid (né le 22 janvier 1995 à Marktoberdorf dans le land de Bavière en Allemagne) est un joueur allemand de hockey sur glace. Ses deux sœurs, Tanja et Nicola, sont également internationales allemandes en hockey sur glace.

## Biographie

### Carrière en club
Formé au ESV Kaufbeuren, il fait son passage junior avec cette équipe. C'est également avec cette formation qu'il fait ses débuts professionnels en 2012 alors que le club évolue en DEL2. Cependant, l'année suivante il se dirige vers l'Amérique du Nord et rejoint les Tigers de Medicine Hat en LHOu. Il reste avec cette équipe junior jusqu'en 2015 alors qu'il passe aux IceCaps de Saint-Jean, club équipe des Canadiens de Montréal dans la LAH. En janvier 2017, il signe un contrat avec les Canadiens, par ce fait, il devient le premier joueur allemand à signer avec le club. Pour la saison 2017-2018, l'équipe déménage à Laval et devient le Rocket de Laval. Le 8 juin 2018, il passe à l'Adler Mannheim, club de la DEL.

### En équipe nationale
Eisenschmid représente l'Allemagne au niveau international. Il participe à plusieurs championnats du monde en catégorie jeune entre 2012 et 2015. Il est sélectionné pour son premier championnat du monde sénior en 2018.

## Statistiques

### En club
| Saison    | Équipe                 | Ligue      |    | Saison régulière | Saison régulière | Saison régulière | Saison régulière | Saison régulière |   | Séries éliminatoires | Séries éliminatoires | Séries éliminatoires | Séries éliminatoires | Séries éliminatoires |
| Saison    | Équipe                 | Ligue      | PJ | B                | A                | Pts              | Pun              | PJ               | B | A                    | Pts                  | Pun                  |                      |                      |
| 2008-2009 | ESV Kaufbeuren U16     | Schüler-BL | 30 | 23               | 11               | 34               | 18               | -                | - | -                    | -                    | -                    |                      |                      |
| 2009-2010 | ESV Kaufbeuren U16     | Schüler-BL | 13 | 31               | 8                | 39               | 18               | -                | - | -                    | -                    | -                    |                      |                      |
| 2009-2010 | ESV Kaufbeuren U18     | Jugend-BL  | 19 | 11               | 17               | 28               | 10               | 6                | 5 | 3                    | 8                    | 2                    |                      |                      |
| 2010-2011 | ESV Kaufbeuren U18     | Jugend-BL  | 26 | 29               | 44               | 73               | 22               | 5                | 6 | 7                    | 13                   | 33                   |                      |                      |
| 2011-2012 | ESV Kaufbeuren U18     | DNL        | 35 | 18               | 23               | 41               | 54               | 3                | 1 | 3                    | 4                    | 14                   |                      |                      |
| 2012-2013 | ESV Kaufbeuren U18     | DNL        | 19 | 11               | 7                | 18               | 34               | 4                | 3 | 3                    | 6                    | 8                    |                      |                      |
| 2012-2013 | ESV Kaufbeuren         | DEB-Pokal  | 2  | 1                | 0                | 1                | 4                | -                | - | -                    | -                    | -                    |                      |                      |
| 2012-2013 | ESV Kaufbeuren         | DEL2       | 39 | 2                | 5                | 7                | 4                | -                | - | -                    | -                    | -                    |                      |                      |
| 2013-2014 | Tigers de Medicine Hat | LHOu       | 56 | 7                | 16               | 23               | 20               | 18               | 0 | 5                    | 5                    | 0                    |                      |                      |
| 2014-2015 | Tigers de Medicine Hat | LHOu       | 50 | 19               | 25               | 44               | 14               | 10               | 2 | 3                    | 5                    | 8                    |                      |                      |
| 2015-2016 | IceCaps de Saint-Jean  | LAH        | 28 | 1                | 4                | 5                | 0                | -                | - | -                    | -                    | -                    |                      |                      |
| 2016-2017 | IceCaps de Saint-Jean  | LAH        | 39 | 6                | 4                | 10               | 12               | -                | - | -                    | -                    | -                    |                      |                      |
| 2017-2018 | Rocket de Laval        | LAH        | 57 | 6                | 10               | 16               | 29               | -                | - | -                    | -                    | -                    |                      |                      |
| 2018-2019 | Adler Mannheim         | DEL        | 50 | 20               | 22               | 42               | 30               | 14               | 8 | 4                    | 12                   | 14                   |                      |                      |
| 2019-2020 | Adler Mannheim         | DEL        | 18 | 6                | 9                | 15               | 18               | -                | - | -                    | -                    | -                    |                      |                      |
| 2020-2021 | Adler Mannheim         | DEL        | 38 | 14               | 16               | 30               | 20               | 6                | 0 | 4                    | 4                    | 0                    |                      |                      |
| 2021-2022 | Adler Mannheim         | DEL        | 47 | 11               | 13               | 24               | 28               | 8                | 1 | 2                    | 3                    | 0                    |                      |                      |
| 2022-2023 | Adler Mannheim         | DEL        | 56 | 17               | 12               | 29               | 26               | 12               | 1 | 4                    | 5                    | 10                   |                      |                      |
| 2023-2024 | EHC Munich             | DEL        | 42 | 11               | 4                | 15               | 10               | 9                | 1 | 2                    | 3                    | 6                    |                      |                      |
| 2024-2025 | EHC Munich             | DEL        | 51 | 13               | 10               | 23               | 20               | 6                | 3 | 1                    | 4                    | 10                   |                      |                      |

### En équipe nationale
| Année | Équipe        | Compétition                 |    | PJ | B | A | Pts | Pun            |  | Résultat |
| 2012  | Allemagne U17 | Défi mondial U17            | 5  | 0  | 4 | 4 | 2   | 5e du groupe B |  |          |
| 2012  | Allemagne U18 | Championnat du monde U18    | 6  | 1  | 1 | 2 | 0   | 6e place       |  |          |
| 2013  | Allemagne U18 | Championnat du monde U18    | 5  | 0  | 1 | 1 | 27  | 8e place       |  |          |
| 2014  | Allemagne U20 | Championnat du monde junior | 7  | 1  | 0 | 1 | 4   | 9e place       |  |          |
| 2015  | Allemagne U20 | Championnat du monde junior | 6  | 0  | 0 | 0 | 6   | 10e place      |  |          |
| 2018  | Allemagne     | Championnat du monde        | 7  | 1  | 1 | 2 | 0   | 11e place      |  |          |
| 2019  | Allemagne     | Championnat du monde        | 8  | 1  | 6 | 7 | 2   | 6e place       |  |          |
| 2021  | Allemagne     | Championnat du monde        | 10 | 1  | 3 | 4 | 10  | 4e place       |  |          |